# Anopinella cuzco
Anopinella cuzco là một loài bướm đêm thuộc họ Tortricidae. Loài này có ở Peru.
Chiều dài cánh trước khoảng 7.9 mm.